# Spit-Ball Sadie
Spit-Ball Sadie é um filme mudo em curta-metragem norte-americano de 1915, do gênero comédia, dirigido por Hal Roach e estrelado por Harold Lloyd. Foi a primeira aparição de Lloyd como o personagem "Lonesome Luke".

## Elenco

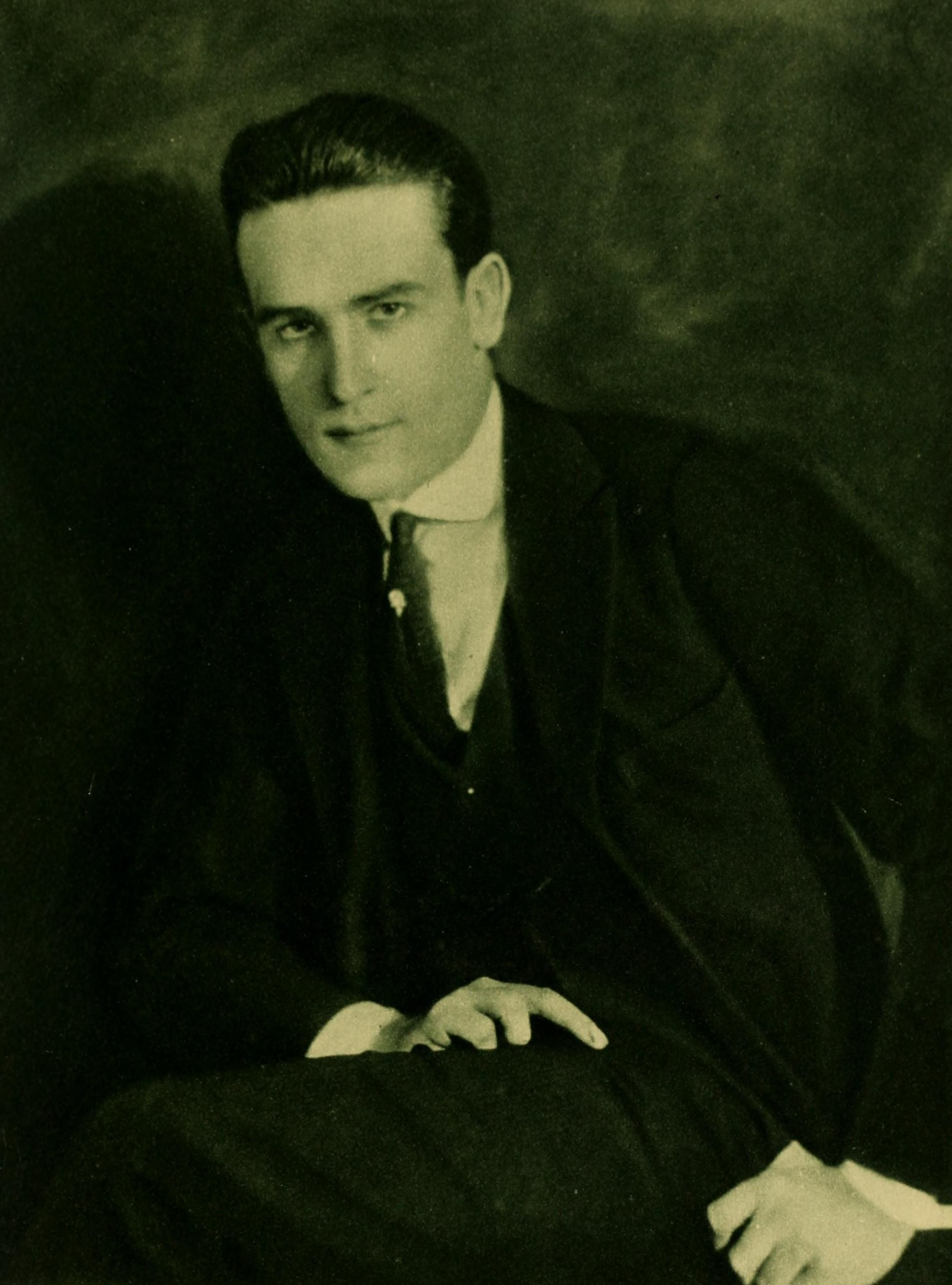
Harold Lloyd

- Harold Lloyd - Lonesome Luke
- Gene Marsh
- Jack Spinks